# ایشتوان دوبی
ایشتوان دوبی (مجاری: Dobi István; ۳۱ دسامبر ۱۸۹۸ – ۲۴ نوامبر ۱۹۶۸) سیاست‌مدار اهل مجارستان بود. وی از ۱۹۴۸ تا ۱۹۵۲ نخست‌وزیر مجارستان و از ۱۹۵۲ تا ۱۹۶۷ رئیس شورای ریاست جمهوری خلق مجارستان بود. وی همچنین برندهٔ جوایزی همچون جایزه صلح لنین شده‌است. دوبی در ۲۴ نوامبر ۱۹۶۸، در سن ۶۹ سالگی در بوداپست درگذشت.